# The Amazing Kamikaze Syndrome
Albums de Slade
Slade on Stage
(1982) Slades Greats
(1984)
Singles
1. (And Now the Waltz) C'est La Vie
Sortie : 12 novembre 1982
2. My Oh My
Sortie : 11 novembre 1983
3. Run Runaway
Sortie : 27 janvier 1984
4. Slam the Hammer Down
Sortie : 1984

The Amazing Kamikaze Syndrom est le dixième album studio du groupe britannique de rock Slade. Il est sorti en 1983 sur le label RCA Records.
Il est édité aux États-Unis l'année suivante par CBS Associated Records sous le titre Keep Your Hands Off My Power Supply, avec une pochette différente et un contenu légèrement différent

## Fiche technique

### Chansons
Toutes les chansons sont écrites et composées par Noddy Holder et Jim Lea.
| 1. | Slam the Hammer Down        | 3:25 |
| 2. | In the Doghouse             | 2:44 |
| 3. | Run Runaway                 | 5:00 |
| 4. | High and Dry                | 3:10 |
| 5. | My Oh My                    | 4:12 |
| 6. | Cocky Rock Boys (Rule O.K.) | 3:27 |

| 7.  | Ready to Explode                 |  | 8:38 |
| 8.  | (And Now the Waltz) C'est La Vie |  | 3:43 |
| 9.  | Cheap 'n' Nasty Luv              |  | 3:27 |
| 10. | Razzle Dazzle Man                |  | 4:39 |

La version américaine modifie l'ordre des chansons et remplace Cocky Rock Boys (Rule O.K.) et Razzle Dazzle Man par Keep Your Hands Off My Power Supply et Can't Tame a Hurricane, deux morceaux parus à l'origine en face B du single My Oh My.

### Musiciens

#### Slade
- Noddy Holder : chant, guitare rythmique
- Dave Hill : guitare solo, chœurs
- Jim Lea : basse, claviers, guitare, chœurs
- Don Powell : batterie, percussions

#### Musiciens supplémentaires
- Andy Dummit : saxophone sur In the Doghouse
- Pete Drummond (en) : voix sur Ready to Explode

### Équipe de production
- Jim Lea : production
- John Punter : production sur Run Runaway et My Oh My
- Andy Miller, Dave Garland : ingénieurs du son sur toutes les chansons sauf Run Runaway et My Oh My
- Mike Nocito, Pete Schwier : ingénieurs du son sur Run Runaway et My Oh My